# British Academy Film Award de la meilleure photographie

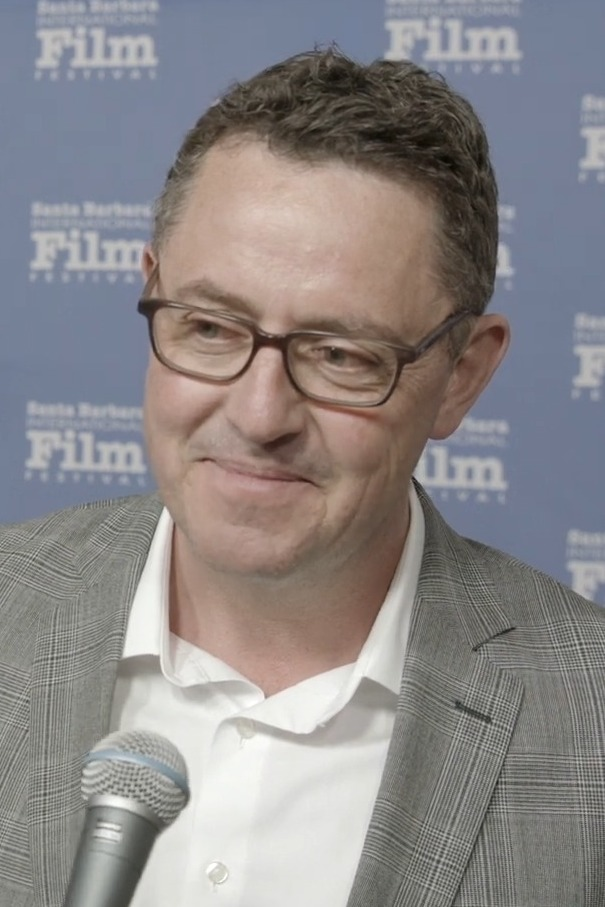
Greig Fraser au Festival international du film de Santa Barbara 2022 à Santa Barbara, Californie.

Le British Academy Film Award de la meilleure photographie (British Academy Film Award for Best Cinematography) est une récompense cinématographique britannique décernée depuis 1964 par la British Academy of Film and Television Arts (BAFTA) lors de la cérémonie annuelle des British Academy Film Awards.
De 1964 à 1968, il existait deux ex æquo : meilleure photographie britannique en noir et blanc et meilleure photographie britannique en couleur. Elles ont été fusionnées en 1969.

## Palmarès
Note : les gagnants sont indiqués en gras. Les années indiquées sont celles au cours desquelles la cérémonie a eu lieu, soit l'année suivant leur sortie en salles (au Royaume-Uni).
Le symbole ♕ rappelle le gagnant et ♙ une nomination à l'Oscar de la meilleure photographie la même année.

### Années 1960
De 1964 à 1968, 2 ex æquo : Meilleure photographie britannique en noir et blanc et Meilleure photographie britannique en couleur.
- 1964 :
  - Meilleure photographie britannique – Noir et blanc : The Servant – Douglas Slocombe
    - Billy le menteur (Billy Liar) – Denys N. Coop
    - Heavens Above! – Max Greene
    - La Blonde de la station 6 (Station Six-Sahara) – Gerald Gibbs
    - Les Vainqueurs (The Victors) – Christopher Challis

  - Meilleure photographie britannique – Couleur : Bons baisers de Russie (From Russia with Love) – Ted Moore
    - À neuf heures de Rama (Nine Hours to Rama) – Arthur Ibbetson
    - Le Deuxième homme (The Running Man) – Robert Krasker
    - Sammy Going South – Erwin Hillier
    - The Scarlet Blade – Jack Asher
    - Tamahine – Geoffrey Unsworth
    - Hôtel International (The V.I.P.s) – Jack Hildyard
- 1965 :
  - Meilleure photographie britannique – Noir et blanc : Le Mangeur de citrouilles (The Pumpkin Eater) – Oswald Morris
    - Les Canons de Batasi (Guns at Batasi) – Douglas Slocombe
    - Pour l'exemple (King and Country) – Denys N. Coop
    - Le Rideau de brume (Séance on a Wet Afternoon) – Gerry Turpin

  - Meilleure photographie britannique – Couleur : Becket – Geoffrey Unsworth ♙
    - La Septième aube (The 7th Dawn) – Freddie Young
    - Mystère sur la falaise – Arthur Ibbetson
    - Nothing But the Best – Nicolas Roeg
    - La Rolls-Royce jaune (The Yellow Rolls-Royce) – Jack Hildyard
- 1966 :
  - Meilleure photographie britannique – Noir et blanc : La Colline des hommes perdus (The Hill) – Oswald Morris
    - Darling – Kenneth Higgins
    - Le Knack... et comment l'avoir (The Knack ...and How to Get It) – David Watkin
    - Répulsion (Repulsion) – Gilbert Taylor

  - Meilleure photographie britannique – Couleur : Ipcress – Danger immédiat – The Ipcress File – Otto Heller
    - Help! – David Watkin
    - Lord Jim – Freddie Young
    - Ces merveilleux fous volants dans leurs drôles de machines (Those Magnificent Men in their Flying Machines, Or How I Flew from London to Paris in 25 Hours 11 Minutes) – Christopher Challis
- 1967 :
  - Meilleure photographie britannique – Noir et blanc : L'Espion qui venait du froid (The Spy Who Came in from the Cold) – Oswald Morris
    - Bunny Lake a disparu (Bunny Lake Is Missing) – Denys N. Coop
    - Cul-de-Sac – Gilbert Taylor
    - Georgy Girl – Kenneth Higgins ♙

  - Meilleure photographie britannique – Couleur : Arabesque – Christopher Challis
    - Alfie le dragueur (Alfie) – Otto Heller
    - Le Crépuscule des aigles (The Blue Max) – Douglas Slocombe
    - Modesty Blaise – Jack Hildyard
- 1968 :
  - Meilleure photographie britannique – Noir et blanc : Les Chuchoteurs (The Whisperers) – Gerry Turpin
    - Mademoiselle – David Watkin
    - Le Marin de Gibraltar (The Sailor from Gibraltar) – Raoul Coutard
    - Ulysses – Wolfgang Suschitzky

  - Meilleure photographie britannique – Couleur : Un homme pour l'éternité (A Man for All Seasons) – Ted Moore
    - Blow-Up (Blowup) – Carlo Di Palma
    - M.15 demande protection (The Deadly Affair) – Freddie Young
    - Loin de la foule déchaînée (Far from the Madding Crowd) – Nicolas Roeg

En 1969, fusion en une seule catégorie : Meilleure photographie.
- 1969 : 2001, l'Odyssée de l'espace (2001: A Space Odyssey) – Geoffrey Unsworth
  - La Charge de la brigade légère (The Charge of the Light Brigade) – David Watkin
  - Elvira Madigan – Jörgen Persson
  - Le Lion en hiver (The Lion in Winter) – Douglas Slocombe

### Années 1970
- 1970 : Ah Dieu ! que la guerre est jolie (Oh! What a Lovely War) – Gerry Turpin
  - Bullitt – William A. Fraker
  - Funny Girl – Harry Stradling Sr. ♙
  - Hello, Dolly ! (Hello, Dolly!) – Harry Stradling Sr. ♙
  - Jeux pervers (The Magus) – Billy Williams
  - Love (Women in Love) – Billy Williams ♙
- 1971 : Butch Cassidy et le Kid (Butch Cassidy and the Sundance Kid) – Conrad L. Hall ♕
  - Catch 22 (Catch-22) – David Watkin
  - La Fille de Ryan (Ryan's Daughter) – Freddie Young ♕
  - Waterloo (Ватерлоо) – Armando Nannuzzi
- 1972 : Mort à Venise (Morte a Venezia) – Pasqualino De Santis
  - Un violon sur le toit (Fiddler on the Roof) – Oswald Morris ♕
  - Le Messager (The Go-Between) – Gerry Fisher
  - Un dimanche comme les autres (Sunday Bloody Sunday) – Billy Williams
- 1973 : (ex-æquo)
  - Alice au pays des merveilles (Alice's Adventures in Wonderland) – Geoffrey Unsworth
  - Cabaret – Geoffrey Unsworth ♕
    - Orange mécanique (A Clockwork Orange) – John Alcott
    - Délivrance (Deliverance) – Vilmos Zsigmond
    - Le Jardin des Finzi-Contini (Il giardino dei Finzi-Contini) – Ennio Guarnieri
    - Images – Vilmos Zsigmond
    - John McCabe (McCabe & Mrs. Miller) – Vilmos Zsigmond
- 1974 : Ne vous retournez pas (Don't Look Now) – Anthony B. Richmond
  - Jesus Christ Superstar – Douglas Slocombe
  - Le Limier (Sleuth) – Oswald Morris
  - Voyages avec ma tante (Travels with My Aunt) – Douglas Slocombe ♙
  - Cris et chuchotements (Viskningar och rop) – Sven Nykvist ♕
- 1975 : Gatsby le Magnifique (The Great Gatsby) – Douglas Slocombe
  - Chinatown – John A. Alonzo ♙
  - Le Crime de l'Orient-Express (Murder on the Orient Express) – Geoffrey Unsworth ♙
  - Les Trois Mousquetaires (The Three Musketeers) – David Watkin
  - Zardoz – Geoffrey Unsworth
- 1976 : Barry Lyndon – John Alcott ♕
  - L'Homme qui voulut être roi (The Man Who Would Be King) – Oswald Morris
  - Rollerball – Douglas Slocombe
  - La Tour infernale (The Towering Inferno) – Fred J. Koenekamp ♕
- 1977 : Pique-nique à Hanging Rock (Picnic at Hanging Rock) – Russell Boyd
  - Le Tigre du ciel (Aces High) – Gerry Fisher et Peter Allwork
  - Les Hommes du président (All the President's Men) – Gordon Willis
  - Vol au-dessus d'un nid de coucou (One Flew Over the Cuckoo's Nest) – Haskell Wexler, Bill Butler et William A. Fraker ♙
- 1978 : Un pont trop loin (A Bridge Too Far) – Geoffrey Unsworth
  - Le Casanova de Fellini (Il Casanova di Federico Fellini) – Giuseppe Rotunno
  - Les Grands fonds (The Deep) – Christopher Challis
  - Valentino – Peter Suschitzky
- 1979 : Julia – Douglas Slocombe ♙
  - Rencontres du troisième type (Close Encounters of the Third Kind) – Vilmos Zsigmond ♕
  - Les Duellistes (The Duellists) – Frank Tidy
  - Superman – Geoffrey Unsworth

### Années 1980
- 1980 : Voyage au bout de l'enfer (The Deer Hunter) – Vilmos Zsigmond ♙
  - Apocalypse Now – Vittorio Storaro ♕
  - Manhattan – Gordon Willis
  - Yanks – Dick Bush
- 1981 : Que le spectacle commence (All That Jazz) – Giuseppe Rotunno ♙
  - L'Étalon noir (The Black Stallion) – Caleb Deschanel
  - Elephant Man (The Elephant Man) – Freddie Francis
  - Kagemusha, l'ombre du guerrier (影武者) – Takao Saitō et Masaharu Ueda
- 1982 : Tess – Geoffrey Unsworth et Ghislain Cloquet ♕
  - Les Chariots de feu (Chariots of Fire) – David Watkin
  - La Maîtresse du lieutenant français (The French Lieutenant's Woman) – Freddie Francis
  - Les Aventuriers de l'arche perdue (Raiders of the Lost Ark) – Douglas Slocombe ♙
- 1983 : Blade Runner – Jordan Cronenweth
  - E.T. l'extra-terrestre (E.T. the Extra-Terrestrial) – Allen Daviau ♙
  - Gandhi – Billy Williams et Ronnie Taylor ♕
  - Reds – Vittorio Storaro ♕
- 1984 : Fanny et Alexandre (Fanny och Alexander) – Sven Nykvist ♕
  - Chaleur et Poussière (Heat and Dust) – Walter Lassally
  - Local Hero – Chris Menges
  - Zelig – Gordon Willis ♙
- 1985 : La Déchirure (The Killing Fields) – Chris Menges ♕
  - Greystoke, la légende de Tarzan (Greystoke: The Legend of Tarzan, Lord of the Apes) – John Alcott
  - Indiana Jones et le Temple maudit (Indiana Jones and the Temple of Doom) – Douglas Slocombe
  - Il était une fois en Amérique (Once Upon a Time in America) – Tonino Delli Colli
- 1986 : Amadeus – Miroslav Ondrícek ♙
  - La Forêt d'émeraude (The Emerald Forest) – Philippe Rousselot
  - La Route des Indes (A Passage to India) – Ernest Day ♙
  - Witness – John Seale ♙
- 1987 : Out of Africa – David Watkin ♕
  - Mission (The Mission) – Chris Menges ♕
  - Ran (乱) – Takao Saitō et Masaharu Ueda ♙
  - Chambre avec vue (A Room with a View) – Tony Pierce-Roberts ♙
- 1988 : Jean de Florette – Bruno Nuytten
  - Cry Freedom – Ronnie Taylor
  - La Guerre à sept ans (Hope and Glory) – Philippe Rousselot ♙
  - Platoon – Robert Richardson ♙
- 1989 : Empire du soleil (Empire of the Sun) – Allen Daviau ♙
  - Le Festin de Babette (Babettes gæstebud) – Henning Kristiansen
  - Le Dernier Empereur (The Last Emperor) – Vittorio Storaro ♕
  - Qui veut la peau de Roger Rabbit (Who Framed Roger Rabbit) – Dean Cundey ♙

### Années 1990
- 1990 : Mississippi Burning – Peter Biziou ♕
  - Les Liaisons dangereuses (Dangerous Liaisons) – Philippe Rousselot
  - Gorilles dans la brume (Gorillas in the Mist: The Story of Dian Fossey) – John Seale et Alan Root
  - Henry V – Kenneth MacMillan
  - L'Ours – Philippe Rousselot
- 1991 : Un thé au Sahara (The Sheltering Sky) – Vittorio Storaro
  - Glory – Freddie Francis ♕
  - Les Affranchis (Goodfellas) – Michael Ballhaus
  - Cinema Paradiso (Nuovo Cinema Paradiso) – Blasco Giurato
- 1992 : Cyrano de Bergerac – Pierre Lhomme
  - Danse avec les loups (Dances with Wolves) – Dean Semler ♕
  - Le Silence des agneaux (The Silence of the Lambs) – Tak Fujimoto
  - Thelma et Louise (Thelma & Louise) – Adrian Biddle ♙
- 1993 : Le Dernier des Mohicans (The Last of the Mohicans) – Dante Spinotti
  - Les Nerfs à vif (Cape Fear) – Freddie Francis
  - Retour à Howards End (Howards End) – Tony Pierce-Roberts ♙
  - Impitoyable (Unforgiven) – Jack N. Green ♙
- 1994 : La Liste de Schindler (Schindler's List) – Janusz Kaminski ♕
  - Le Temps de l'innocence (The Age of Innocence) – Michael Ballhaus ♙
  - La Leçon de piano (The Piano) – Stuart Dryburgh
  - Les Vestiges du jour (The Remains of the Day) – Tony Pierce-Roberts ♙
- 1995 : Entretien avec un vampire (Interview with the Vampire: The Vampire Chronicles) – Philippe Rousselot
  - Priscilla, folle du désert (The Adventures of Priscilla, Queen of the Desert) – Brian J. Breheny
  - Forrest Gump – Don Burgess ♙
  - Pulp Fiction – Andrzej Sekula
- 1996 : Braveheart – John Toll ♕
  - Apollo 13 – Dean Cundey
  - La Folie du roi George (The Madness of King George) – Andrew Dunn
  - Raison et Sentiments (Sense and Sensibility) – Michael Coulter ♙
- 1997 : Le Patient anglais (The English Patient) – John Seale ♕
  - Evita – Darius Khondji ♙
  - Fargo – Roger Deakins ♙
  - Michael Collins – Chris Menges ♙
- 1998 : Les Ailes de la colombe (The Wings of the Dove) – Eduardo Serra ♙
  - L.A. Confidential – Dante Spinotti ♙
  - Roméo + Juliette (William Shakespeare's Romeo + Juliet) – Donald McAlpine
  - Titanic – Russell Carpenter ♕
- 1999 : Elizabeth – Remi Adefarasin ♙
  - Il faut sauver le soldat Ryan (Saving Private Ryan) – Janusz Kaminski ♙
  - Shakespeare in Love – Richard Greatrex ♕
  - The Truman Show – Peter Biziou

### Années 2000
- 2000 : American Beauty – Conrad L. Hall ♕
  - Les Cendres d'Angela (Angela's Ashes) – Michael Seresin
  - La Fin d'une liaison (The End of the Affair) – Roger Pratt ♙
  - Matrix (The Matrix) – Bill Pope
  - Le Talentueux Mr Ripley (The Talented Mr. Ripley) – John Seale
- 2001 : Gladiator – John Mathieson ♙
  - Billy Elliot – Brian Tufano
  - Le Chocolat (Chocolat) – Roger Pratt
  - Tigre et Dragon (卧虎藏龙) – Peter Pau ♕
  - O'Brother (O Brother, Where Art Thou?) – Roger Deakins ♙
- 2002 : The Barber (The Man Who Wasn't There) – Roger Deakins ♙
  - Le Fabuleux Destin d'Amélie Poulain – Bruno Delbonnel ♙
  - La Chute du faucon noir (Black Hawk Down) – Slawomir Idziak ♙
  - Le Seigneur des anneaux : La Communauté de l'anneau (The Lord of the Rings: The Fellowship of the Ring) – Andrew Lesnie ♕
  - Moulin Rouge (Moulin Rouge!) – Donald McAlpine ♙
- 2003 : Les Sentiers de la perdition (Road to Perdition) – Conrad L. Hall ♕
  - Chicago – Dion Beebe ♙
  - Gangs of New York – Michael Ballhaus ♙
  - Le Seigneur des anneaux : Les Deux Tours (The Lord of the Rings: The Two Towers) – Andrew Lesnie
  - Le Pianiste (The Pianist) – Pawel Edelman ♙
- 2004 : Le Seigneur des anneaux : Le Retour du roi (The Lord of the Rings: The Return of the King) – Andrew Lesnie
  - Retour à Cold Mountain (Cold Mountain) – John Seale ♙
  - La Jeune Fille à la perle (Girl with a Pearl Earring) – Eduardo Serra ♙
  - Lost in Translation – Lance Acord
  - Master and Commander : De l'autre côté du monde (Master and Commander: The Far Side of the World) – Russell Boyd ♕
- 2005 : Collatéral (Collateral) – Dion Beebe et Paul Cameron
  - Aviator (The Aviator) – Robert Richardson ♕
  - Neverland (Finding Neverland) – Roberto Schaefer
  - Le Secret des poignards volants (十面埋伏) – Zhao Xiaoding ♙
  - Carnets de voyage (Diarios de motocicleta) – Eric Gautier
- 2006 : Mémoires d'une geisha (Memoirs of a Geisha) – Dion Beebe ♕
  - Le Secret de Brokeback Mountain (Brokeback Mountain) – Rodrigo Prieto ♙
  - The Constant Gardener – César Charlone
  - Collision (Crash) – J. Michael Muro
  - La Marche de l'empereur – Laurent Chalet et Jérôme Maison
- 2007 : Les Fils de l'homme (Children of Men) – Emmanuel Lubezki ♙
  - Babel – Rodrigo Prieto
  - Casino Royale – Phil Meheux
  - Le Labyrinthe de Pan (El laberinto del fauno) – Guillermo Navarro ♕
  - Vol 93 (United 93) – Barry Ackroyd
- 2008 : No Country for Old Men – Roger Deakins ♙
  - American Gangster – Harris Savides
  - Reviens-moi (Atonement) -Seamus McGarvey ♙
  - La Vengeance dans la peau (The Bourne Ultimatum) – Oliver Wood
  - There Will Be Blood – Robert Elswit ♕
- 2009 : Slumdog Millionaire – Anthony Dod Mantle ♕
  - L'Échange (Changeling) – Tom Stern ♙
  - L'Étrange Histoire de Benjamin Button (The Curious Case of Benjamin Button) – Claudio Miranda ♙
  - The Dark Knight : Le Chevalier noir (The Dark Knight) – Wally Pfister ♙
  - The Reader – Roger Deakins et Chris Menges ♙

### Années 2010
- 2010 : Démineurs (The Hurt Locker) – Barry Ackroyd ♙
  - Avatar – Mauro Fiore ♕
  - District 9 – Trent Opaloch
  - Inglourious Basterds – Robert Richardson ♙
  - La Route (The Road) -Javier Aguirresarobe

- 2011 : True Grit – Roger Deakins ♙
  - 127 Heures (127 Hours) – Anthony Dod Mantle et Enrique Chediak (en)
  - Black Swan – Matthew Libatique ♙
  - Inception – Wally Pfister ♕
  - Le Discours d'un roi (The King's Speech) – Danny Cohen ♙

- 2012 : The Artist – Guillaume Schiffman
  - Cheval de guerre (War Horse) – Janusz Kamiński
  - Hugo Cabret (Hugo) – Robert Richardson
  - Millénium : Les Hommes qui n'aimaient pas les femmes (The Girl with the Dragon Tattoo) – Jeff Cronenweth
  - La Taupe (Tinker, Tailor, Soldier, Spy) – Hoyte van Hoytema

- 2013 : L'Odyssée de Pi (Life of Pi) – Claudio Miranda
  - Anna Karénine (Anna Karenina) – Seamus McGarvey
  - Lincoln – Janusz Kamiński
  - Les Misérables – Danny Cohen
  - Skyfall – Roger Deakins

- 2014 : Gravity – Emmanuel Lubezki
  - Capitaine Phillips (Captain Phillips) – Barry Ackroyd
  - Inside Llewyn Davis – Bruno Delbonnel
  - Nebraska – Phedon Papamichael
  - Twelve Years a Slave – Sean Bobbitt
- 2015 : Birdman – Emmanuel Lubezki
  - The Grand Budapest Hotel – Robert Yeoman
  - Ida – Łukasz Żal et Ryszard Lenczewski
  - Interstellar – Hoyte van Hoytema
  - Mr. Turner – Dick Pope

- 2016 : The Revenant – Emmanuel Lubezki
  - Carol – Edward Lachman
  - Mad Max: Fury Road – John Seale
  - Le Pont des espions (Bridge of Spies) – Janusz Kamiński
  - Sicario – Roger Deakins

- 2017 : La La Land – Linus Sandgren
  - Premier Contact (Arrival) – Bradford Young
  - Comancheria (Hell or High Water) – Giles Nuttgens
  - Lion – Greig Fraser
  - Nocturnal Animals – Seamus McGarvey

- 2018 : Blade Runner 2049 – Roger Deakins
  - Les Heures sombres (Darkest Hour) – Bruno Delbonnel
  - Dunkerque (Dunkirk) – Hoyte van Hoytema
  - La Forme de l'eau (The Shape of Water) – Dan Laustsen
  - Three Billboards : Les Panneaux de la vengeance (Three Billboards Outside Ebbing, Missouri) – Ben Davis

- 2019 : Roma – Alfonso Cuarón
  - Bohemian Rhapsody – Newton Thomas Sigel
  - Cold War – Łukasz Żal
  - La Favorite (The Favourite) – Robbie Ryan
  - First Man : Le Premier Homme sur la Lune (First Man) de Linus Sandgren

### Années 2020
- 2020 : 1917 – Roger Deakins
  - The Irishman – Rodrigo Prieto
  - Joker – Lawrence Sher
  - Le Mans 66 (Ford v Ferrari) – Phedon Papamichael
  - The Lighthouse – Jarin Blaschke

- 2021 : Nomadland - Joshua James Richards
  - Mank - Erik Messerschmidt
  - Désigné coupable (The Mauritanian) - Alwin H. Küchler
  - La Mission (News of the World) - Dariusz Wolski
  - Judas and the Black Messiah - Sean Bobbitt

- 2022 : Dune – Greig Fraser
  - Nightmare Alley – Dan Laustsen
  - Mourir peut attendre (No Time to Die) – Linus Sandgren
  - The Power of the Dog – Ari Wegner
  - Macbeth (The Tragedy of Macbeth) – Bruno Delbonnel

- 2023 : À l'Ouest, rien de nouveau (Im Westen nichts Neues) – James Friend
  - The Batman – Greig Fraser
  - Elvis – Mandy Walker
  - Empire of Light – Roger Deakins
  - Top Gun: Maverick – Claudio Miranda

- 2024 : Oppenheimer - Hoyte van Hoytema
  - Killers of the Flower Moon - Rodrigo Prieto
  - Maestro - Matthew Libatique
  - Pauvres Créatures (Poor Things) - Robbie Ryan
  - La Zone d'intérêt (The Zone of Interest) - Łukasz Żal

- 2025 : The Brutalist – Lol Crawley
  - Conclave – Stéphane Fontaine
  - Dune, deuxième partie – Greig Fraser
  - Emilia Pérez – Paul Guilhaume
  - Nosferatu – Jarin Blaschke